# Zakrętka

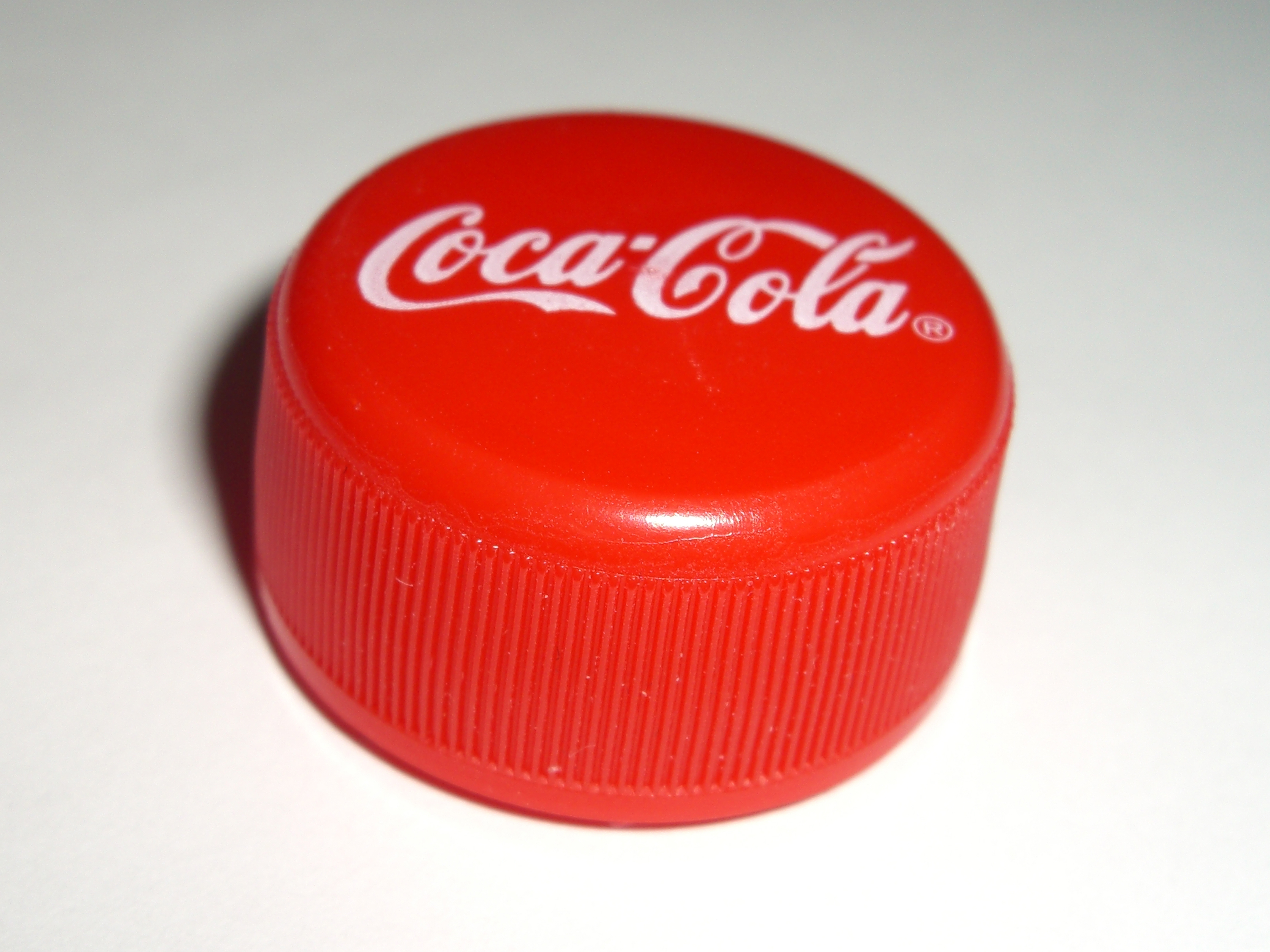
Zakrętka od butelki Coca-Coli

Zakrętka (nazywana również nakrętką) – popularny rodzaj zamknięcia butelek i pojemników. W przeciwieństwie do niektórych typów zamknięć, zakrętki mogą być zwykle łatwo odkręcone ręcznie, bez pomocy otwieracza, a po odkręceniu mogą być ponownie użyte.

## Rodzaje
Do plastikowych butelek zwykle stosuje się zakrętki plastikowe. Również napoje sprzedawane w kartonach (takie jak soki i mleka) często zamknięte są podobnymi zakrętkami. Istnieją także zakrętki metalowe, których używa się do niektórych szklanych butelek, np. wódki lub wina – jako alternatywy dla korka. Butelki z napojami zaliczanymi do wyrobów akcyzowych muszą w Polsce posiadać na zakrętce banderolę.
Innym typem zakrętek są zakrętki sportowe. Stosuje się je często jako zamknięcie butelek napojów izotonicznych, wód lub innych napojów przeznaczonych dla sportowców. Zakrętkę taką cechuje szczelność, a specjalny podnoszony element umożliwia spożywanie napoju bez odkręcania butelki.

## Akcje charytatywne

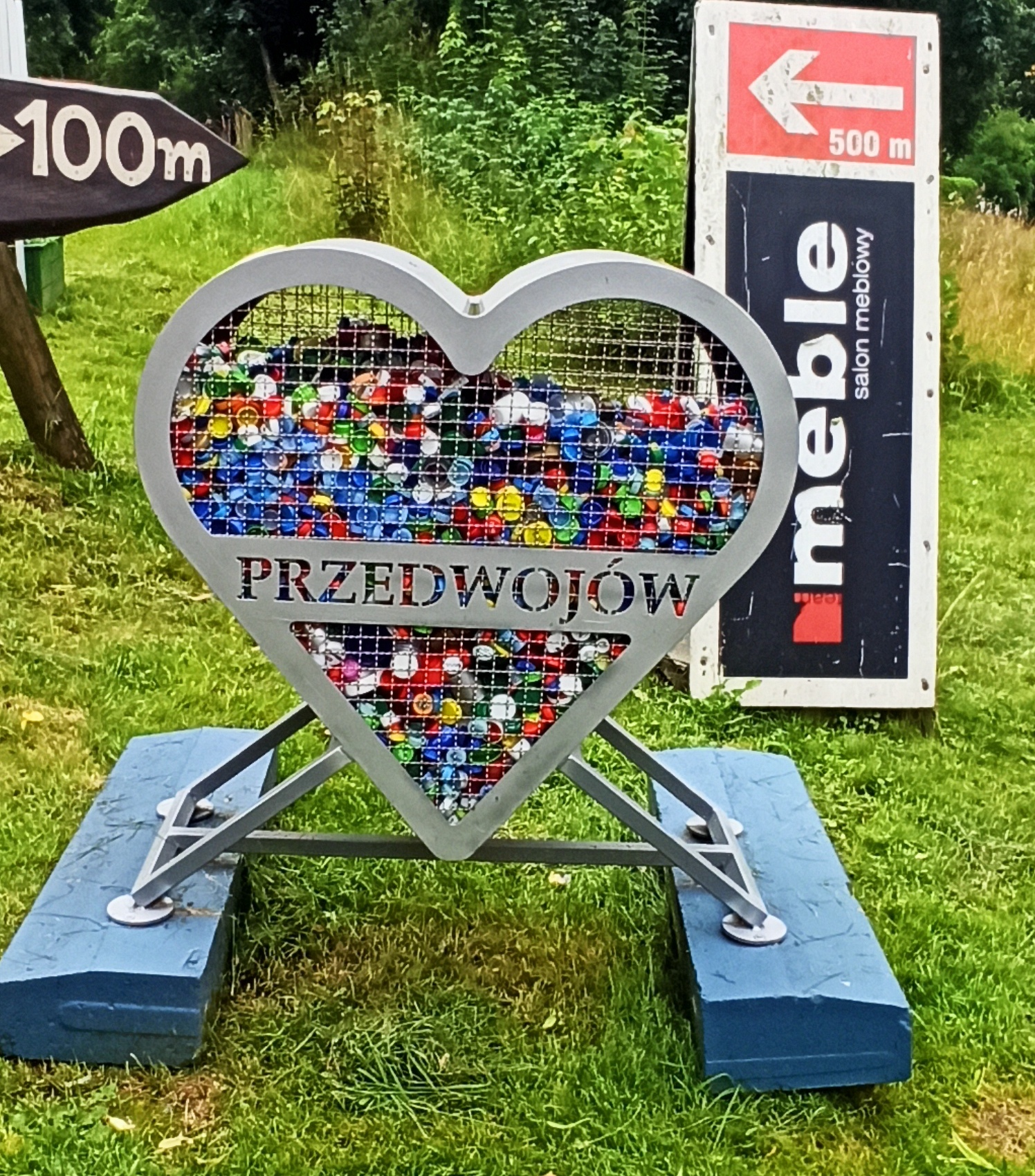
Serce na nakrętki w Przedwojowie

W ostatnich latach wzrosła w Polsce popularność akcji charytatywnych, których celem jest zbieranie plastikowych zakrętek, sprzedawanie ich w punktach skupu i przekazywanie uzyskanych w ten sposób pieniędzy osobom potrzebującym. Największa ogólnopolska organizacja zajmująca się tego typu działalnością to www.zakretki.info, założona przez studentów Uniwersytetu Rolniczego w Krakowie. Szacuje się, że w akcji zbierania zakrętek uczestniczy około 6 milionów Polaków.